# 1146
Évszázadok: 11. század – 12. század – 13. század
Évtizedek: 1090-es évek – 1100-as évek – 1110-es évek – 1120-as évek – 1130-as évek – 1140-es évek – 1150-es évek – 1160-as évek – 1170-es évek – 1180-as évek – 1190-es évek
Évek: 1141 – 1142 – 1143 – 1144 –  1145 – 1146 – 1147 – 1148 – 1149 – 1150 – 1151

## Események
- március 31. – Vézelay-ban Franciaország előkelőségei Clairvaux-i Szent Bernát prédikációi hatására elhatározzák a második keresztes hadjáratot.[1]
- Borisz, Könyves Kálmán király törvénytelen fia elfoglalja Pozsony várát.[2]
- II. Géza király serege visszafoglalja Pozsonyt, majd megtámadja a Boriszt támogató II. Henrik osztrák herceget a Fischa menti csatában szeptember 11-én megveri.
- II. Géza feleségül veszi Eufrozinát, II. Izjaszláv kijevi nagyfejedelem testvérét.[3]

## Halálozások
- szeptember 14. Imád ad-Dín Zangi szeldzsuk atabég[4]